# Hornstedtia scottiana
Hornstedtia scottiana là một loài thực vật có hoa trong họ Gừng. Loài này được (F.Muell.) K.Schum. mô tả khoa học đầu tiên năm 1904.